# キャリアショップ

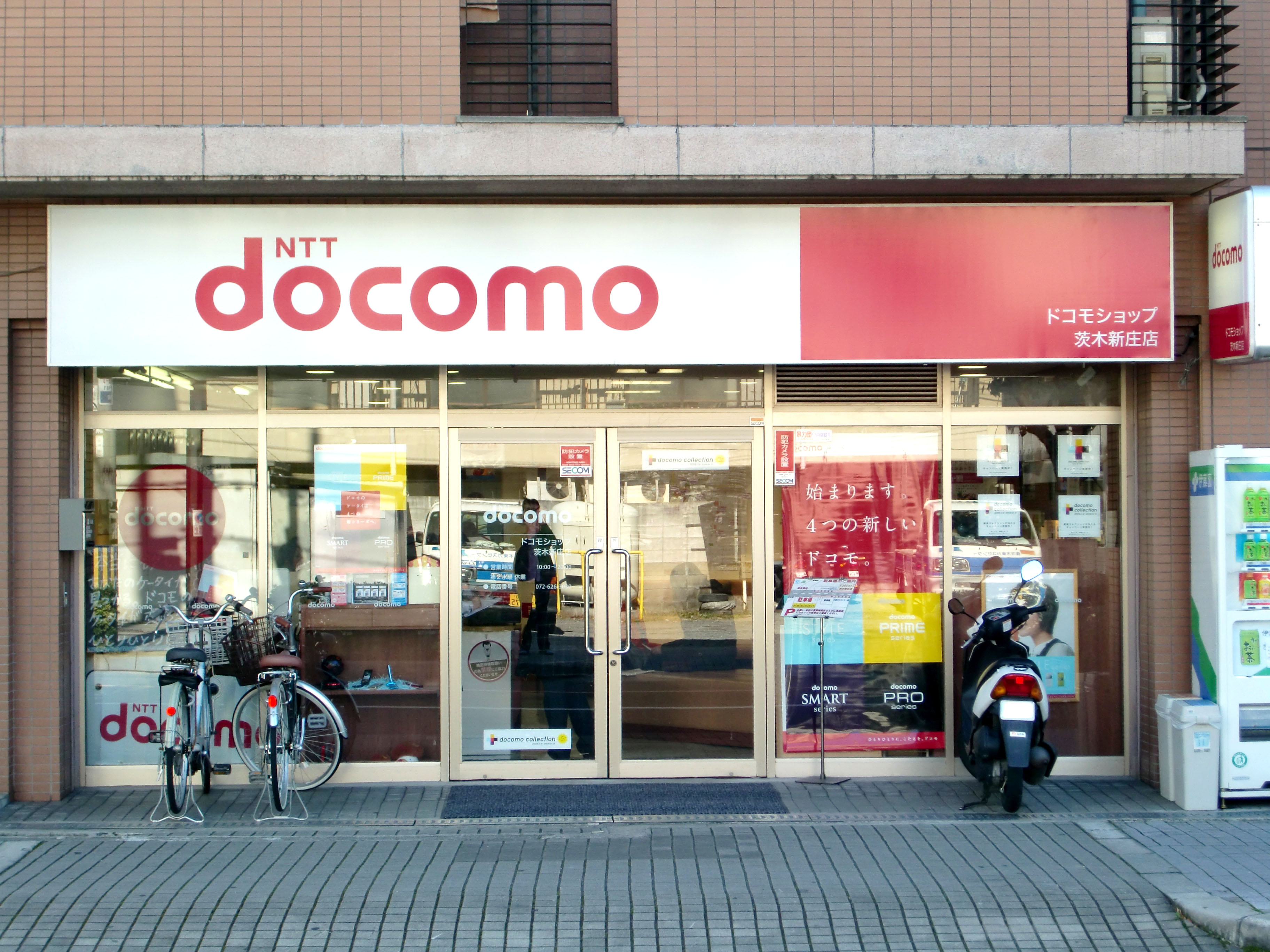
ドコモショップ茨木新庄店（大阪府茨木市、2008年）

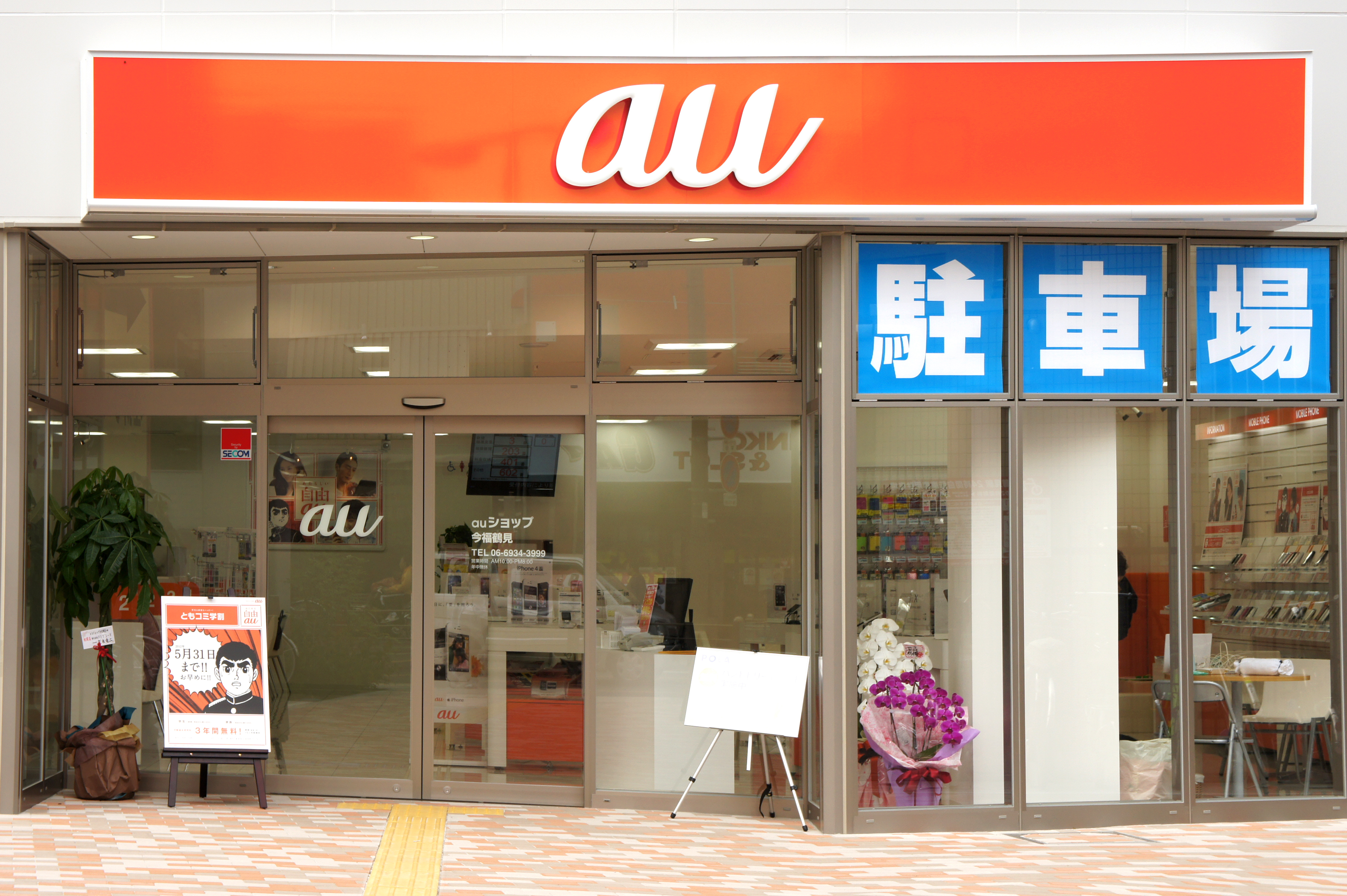
auショップ今福鶴見（大阪市城東区、2012年）

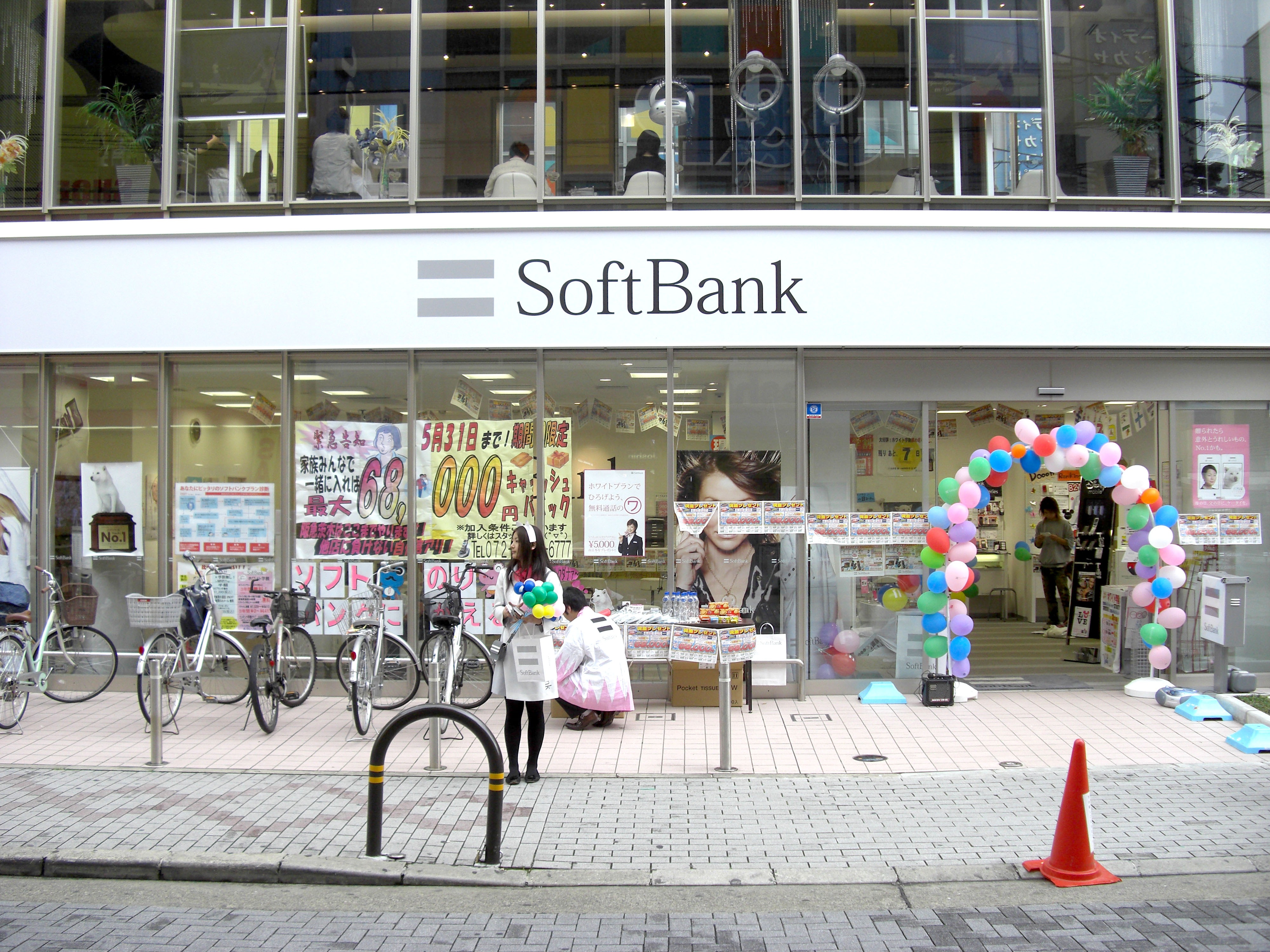
ソフトバンクショップ ソフトバンク阪急茨木（大阪府茨木市、2008年）

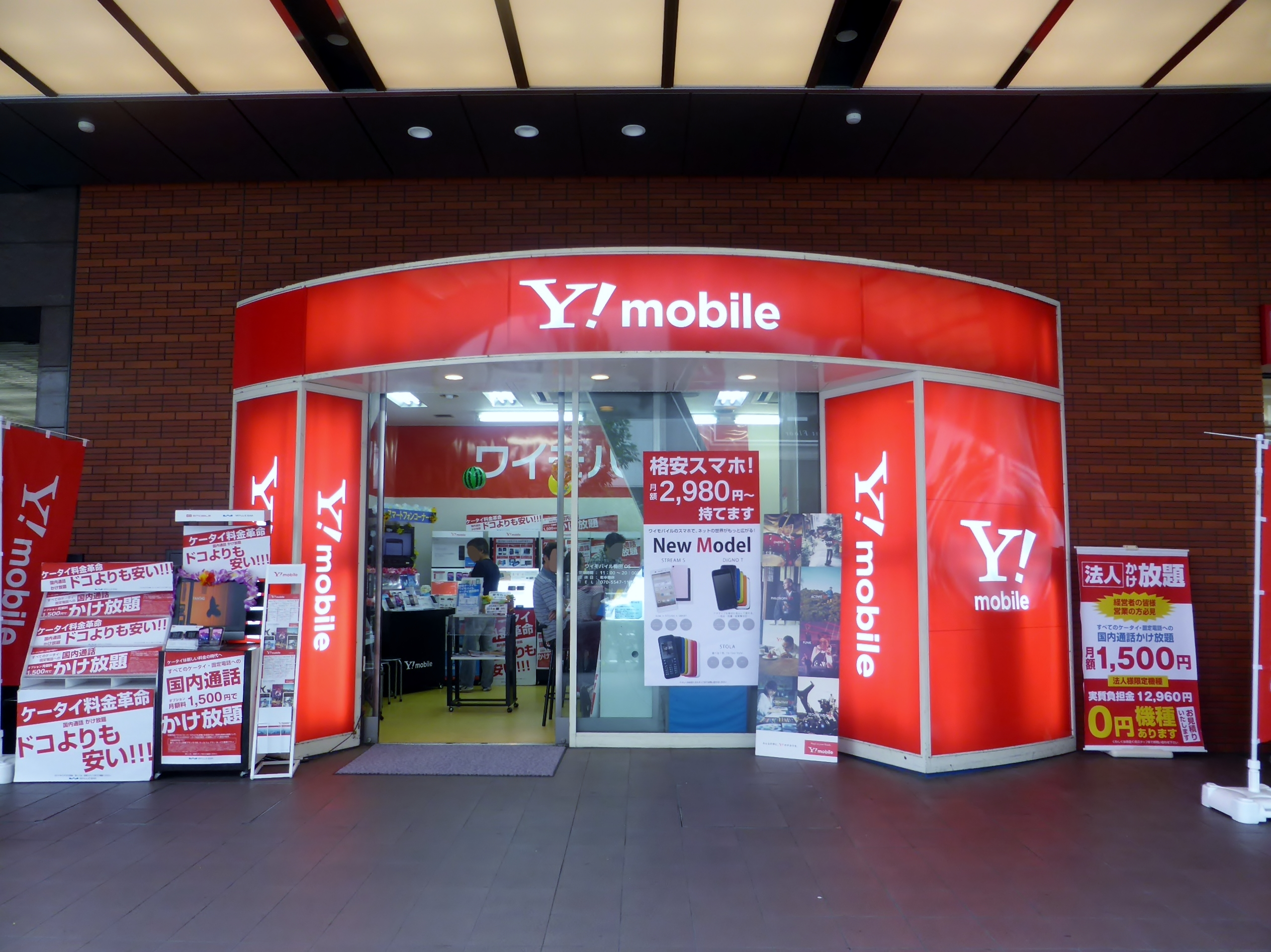
ワイモバイルの販売店 ワイモバイル梅田OS（2014年）

キャリアショップは、携帯電話・PHSなど通信キャリアのブランドを冠した販売店であり、そのキャリアの専売店である。海外では、オペレータショップという名称が一般的。

## 概要
元々は、エヌ・ティ・ティ・ドコモグループ（当時）が手がけるものが「ドコモショップ」であったことから、「ショップ」と通称されるようになったといわれる。
現在、事業者直轄の店舗は、仙台クリスロードなどのごく一部のソフトバンクショップなどと極めて少数に限られており、他は代理店契約した事業者が展開している。なお、ドコモショップについては、直営拠点はドコモ・サービス（現在はドコモCS）などの子会社運営へ移管し、他の事業者は、かつてのウィルコムプラザを除けば、直営拠点そのものを閉鎖して支店事務業務にのみにした拠点がほとんどであるとされる。
2010年代以降は、通信事業者のショールーム機能を兼ねて都市部に大規模な旗艦店（NTTドコモの「ドコモ スマートフォンラウンジ」、KDDIの「au SHINJUKU」など）を開設するケースも増えている（一般的なキャリアショップと同様に各種手続きも受け付けている）。
2020年代に入ると個人への需要が一巡して飽和状態となり各ショップの収益は頭打ちとなった。このためショップを運営していた企業が事業譲渡を行う、撤退するなどの変化が見られた。

## 種類
- ドコモショップ
- auショップ、PiPit
- ソフトバンクショップ - 各店舗は俗にショップと呼ばれるが、店名には「ショップ」の文字が入らない。ディズニー・モバイル・オン・ソフトバンクの取り扱いも行っている。
- ワイモバイル - 2014年8月の新ブランド・Y!mobile立ち上げと同時に、旧・イー・モバイル店および旧ウィルコムプラザ（一部、ウィルコムカウンターを含む）の名称・サービスレベルを変更。SBM同様、店名には「ショップ」の文字が入らない。他の携帯電話ブランドに比べ家電量販店併設拠点が多い。
- ディズニー・モバイル ショップ（このほか、ディズニーストア2店舗で、事実上のショップ機能を併設している）
- TONEストア（トーンモバイル） - MVNO事業者としては異色の直販店舗。事業者の親会社による運営。

### 過去に存在した種類
- NTTパーソナルショップ…NTTパーソナルグループ→パルディオショップ…ドコモPHS専業のショップ
- セルラースポット/IDOプラザ - 現在はauショップに転換
- ツーカーショップ - 現在はauショップに転換
- デジタルツーカーxx店・xx支店→J-フォンショップxx→ボーダフォンxx…現在のソフトバンクモバイルのショップ店（名称としては、ソフトバンクxx。xxは「仙台クリスロード」などの拠点名が入る）
- アステルショップ - アステル東北→東北インテリジェント通信（TOHKnet）の営業所（アステル終了後、支社に格上げ）に併設された拠点。
- アステルプラザ - アステル東京が展開していた。2003年9月に全店閉鎖。
- ポケットショップ、エッジプラザ - 元々DDIポケットの専売店としてポケットショップが存在したが、H"（エッジ）ブランドの導入とともにエッジプラザ名の専売店が開店。しかしポケットショップ名で営業を続けた店舗も存在し、ポケットショップとエッジプラザが共存していた。
- イー・モバイル - 設立当初は赤坂にのみ設置されていたが、2010年1月8日以降、順次、単独店舗に加え、全国の家電量販店へ併設する形で、キャリアショップ機能を開設し、拡充する方針。2013年7月以降、ウィルコムスポットを順次全店に併設し、一部のウィルコムの業務を行う体制に移行した。
- ウィルコムプラザ（元はすべて直営だったが、ソフトバンク系列に入る前後以降、大半が代理店運営に順次移行）、ウィルコムカウンター（すべて代理店による運営。うち、一部はウィルコムプラザに昇格している。末期には、家電量販店に併設されるケースもあった）

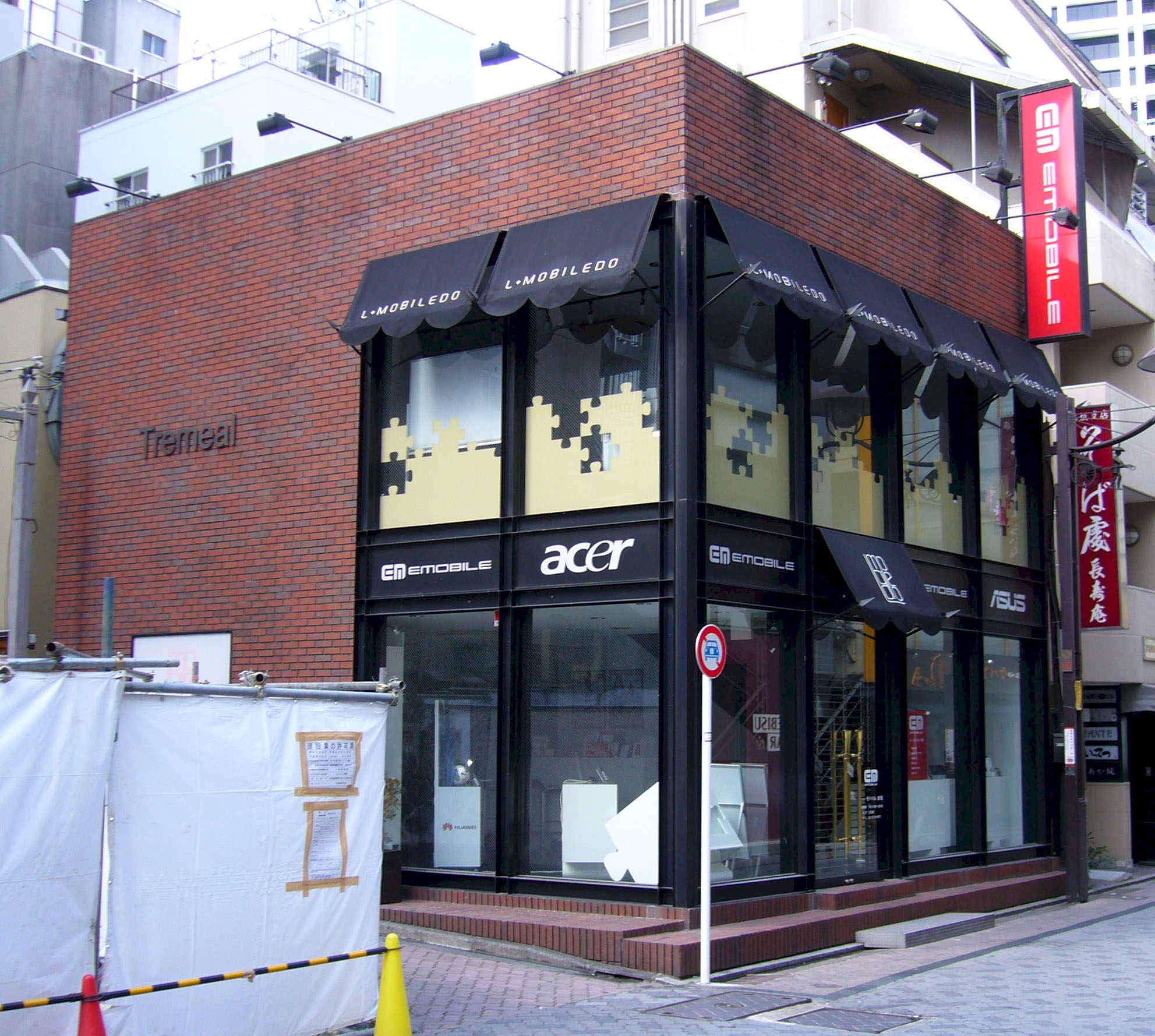
かつて存在したイー・モバイルの販売店
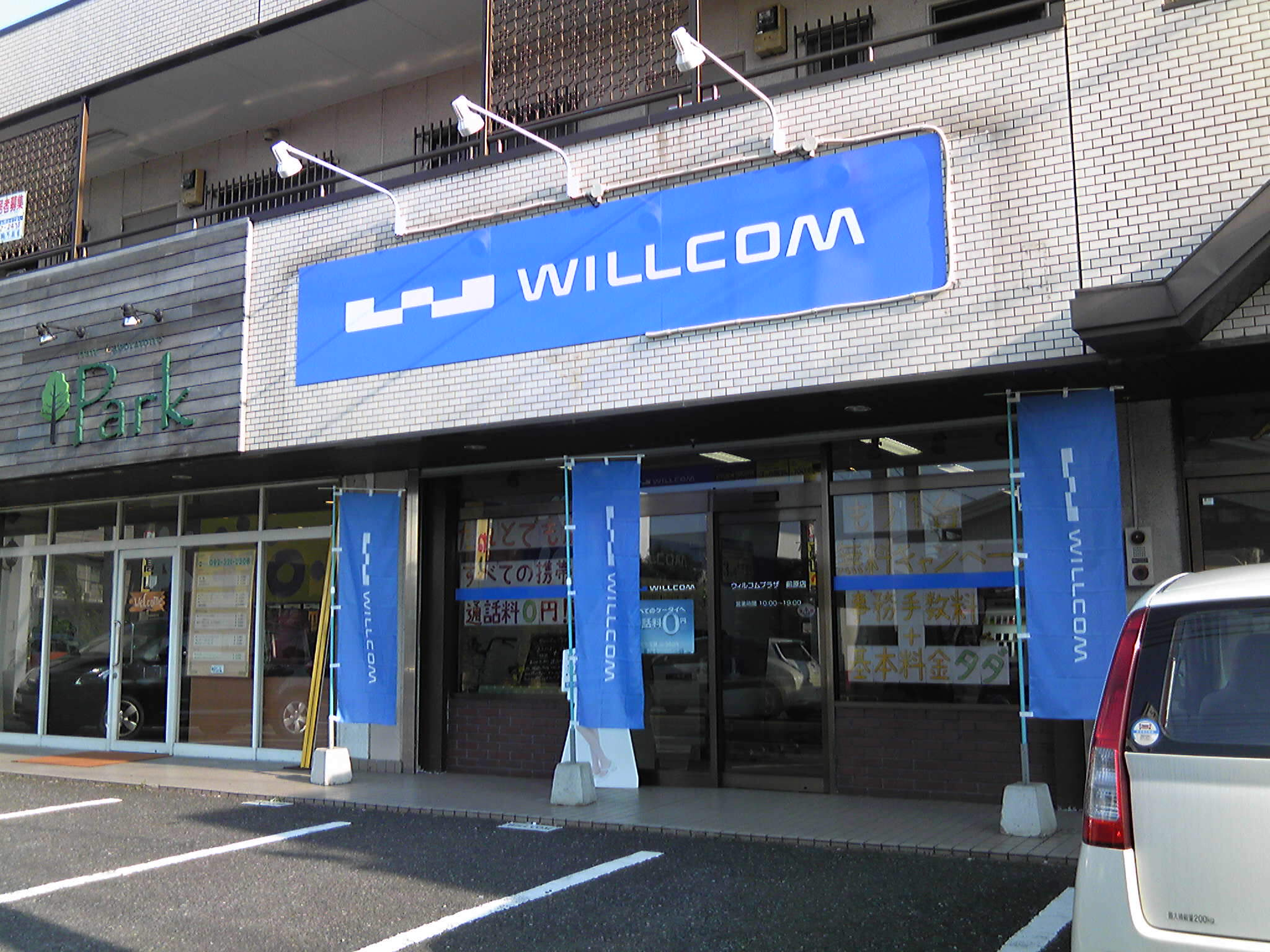
かつて存在したウィルコムプラザ
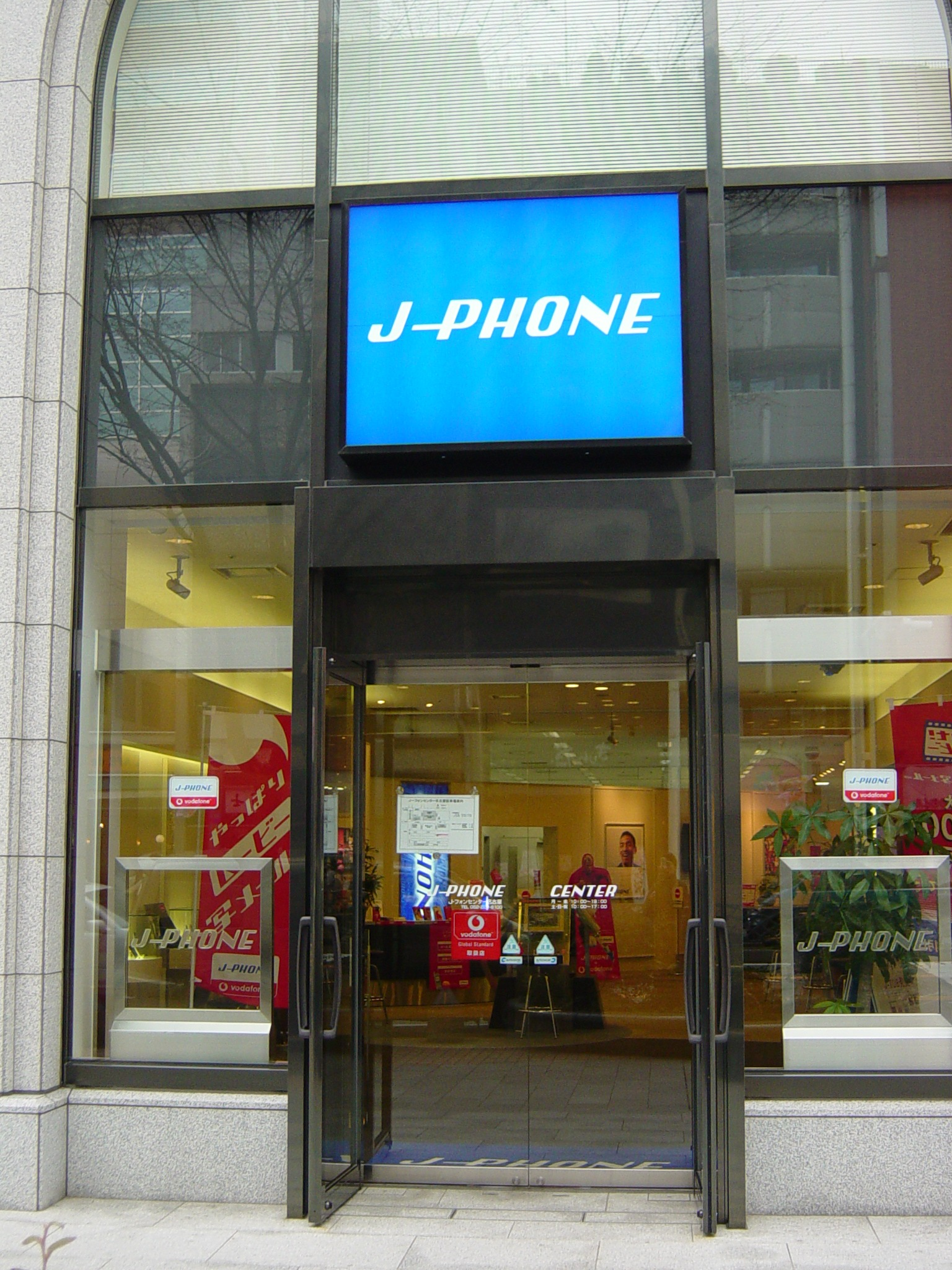
かつて存在したJ-フォンショップ
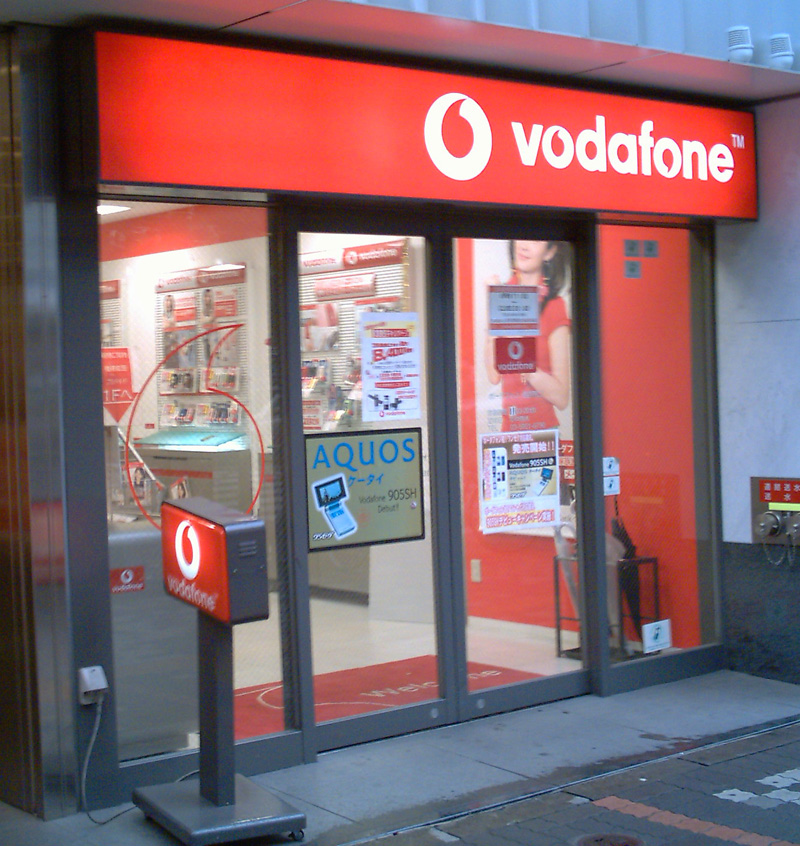
かつて存在したボーダフォンショップ